# Hexanodes vulgata
Hexanodes vulgata is een keversoort uit de familie spektorren (Dermestidae). De wetenschappelijke naam van de soort werd in 1880 gepubliceerd door Thomas Broun.